# EUROPEUM - Trung tâm Văn hóa Châu Âu
EUROPEUM – Trung tâm Văn hóa Châu Âu (tiếng Ba Lan: EUROPEUM – Ośrodek Kultury Europejskiej) là một chi nhánh của Bảo tàng Quốc gia, Kraków, tọa lạc tại số 6 Quảng trường Sikorski, thành phố Kraków, Ba Lan. Địa điểm này là nơi triển lãm thường trực về nghệ thuật châu Âu.

## Lược sử hình thành
Tòa nhà của Bảo tàng trước đây là một kho thóc từ thế kỷ 17 nằm ở Khu Phố Cổ của Kraków. Sau Chiến tranh thế giới thứ hai, tòa nhà trở thành tài sản của Bảo tàng Quốc gia, Kraków.
Từ năm 2008 đến năm 2013, tòa nhà được cải tạo và tái thiết đáng kể, các công việc cụ thể bao gồm: bảo tồn và cách nhiệt mặt tiền và nền móng, thay thế sàn nhà, mái nhà, lắp đặt hệ thống điện, nước mới, lát vỉa hè mới, và nhiều thứ khác. Tổng chi phí trùng tu lên tới 9 triệu złoty, trong đó 4,7 triệu đến từ Quỹ Quốc gia cho việc trùng tu các công trình lịch sử và di tích ở Kraków.
Bảo tàng chính thức mở cửa cho công chúng vào ngày 13 tháng 9 năm 2013.

### Triển lãm
Bảo tàng hiện đang lưu giữ hơn 100 bức tranh và tác phẩm điêu khắc từ lịch sử 7 thế kỷ của nghệ thuật Châu Âu. Những tác phẩm này được thu thập kể từ khi thành lập Bảo tàng Quốc gia, Kraków vào năm 1879 và phần lớn là quà tặng cho Bảo tàng.
- Đóng đinh, Paolo Veneziano
- Tôn thờ Hài nhi, Lorenzo Lotto
- Bài giảng của Thánh Gioan Tẩy Giả, Pieter Brueghel the Younger
- Chạy sang Ai Cập, Luca Giordano
- Chân dung cậu bé đeo cung và chú chó, Nicolaes Maes
- Thánh Phê-rô chối Chúa, Dirck van Baburen
- Sự phán xét chung, Denis Calvaert
- Cleobis và Biton, Jean Bardin